# タイタンA.E.
『タイタンA.E.』（Titan A.E.）は、2000年のアメリカ合衆国のアニメーション映画である。
日本では、2000年8月12日に20世紀フォックスとして劇場公開され、20世紀フォックス ホーム エンターテイメント ジャパンとして、同年11月16日に、特別編（DVD）が、同年12月16日に、字幕版・吹替版（VHS）がそれぞれ発売された。その後、2022年10月21日にDisney+（「スター」ブランド）として配信された。そのため、松岡裕紀がウォルト・ディズニー・カンパニー（ウォルト・ディズニー・スタジオ）の傘下による20世紀スタジオにおいて、ファミリー向け以外のアニメ作品の吹替演出を担当するのは本作のみとなる。

## ストーリー
西暦3028年。有史以来人類の故郷であった母なる星、地球は攻撃的なエイリアン種族「ドレッジ」の攻撃によりこの宇宙から消え去った。天才科学者、サム・タッカーは息子ケールに”指輪”を託し、「必ず迎えにゆく」と言い残し巨大宇宙船・タイタン号とともに宇宙の何処かへと飛び去っていった…
15年後。母星を持たないことを理由に他エイリアン種族から差別される屈辱の日々を送っていたケール。そんな彼の下に突如現れた父・サムの仲間を名乗る男、ジョセフ・コルソに誘われケールは地球復活の鍵を握る宇宙船タイタン号を探す冒険に巻き込まれていく。

## 声の出演
| 役名           | 種           | 俳優                     | 日本語吹替 |
| -------------- | ------------ | ------------------------ | ---------- |
| ケール         | 人間         | マット・デイモン         | 平田広明   |
| コルソ         | 人間         | ビル・プルマン           | 金田明夫   |
| アキーマ       | 人間         | ドリュー・バリモア       | 赤間麻里子 |
| ブリード       | アクレニアン | ネイサン・レイン         | 鈴置洋孝   |
| グーン         | グレポーン   | ジョン・レグイザモ       | 梅津秀行   |
| スティス       | ソゴワン     | ジャニーン・ガロファロー | 小宮和枝   |
| サム・タッカー | 人間         | ロン・パールマン         | 大塚芳忠   |
| テック         | 人間         | トーン・ロック           | 渡部猛     |
| 幼いケール     | 人間         | アレックス・D・リンツ    | 渡辺悠     |

## 用語
タイタン
超高出力エネルギーを行使し惑星の創造をも引き起こす全高2kmもの大きさを持つ超巨大宇宙船。巨大な球状をしており膨大なエネルギーを扱うために内部はほぼ空洞に近い設計となっている。コントロールブリッジは船体最上部の窓に見える部分にはなく、その遥か下方に存在する。その巨体ゆえに船体各所及び外部への移動には備え付けのリフトを利用し、リフトの移動速度もリフト側からの操作により変更が可能。
本来、末期的環境汚染にあった地球に代わる新たな人類の故郷を創造する「タイタン・プロジェクト」に基づきサム・タッカー博士主導のもと設計されたが、ドレッジが偵察を通じ本船に隠された秘密とその可能性から自分らの地位を脅かす大きな脅威として狙われることとなり、図らずも地球消滅の間接的要因にもなってしまった。
船内には全地球生物の遺伝子が保管されておりそこから生体再現が可能な施設も設置されているもようで、アキーマは本船を「ノアの方舟」と称した。地球を離れた本船はアンダリ星雲内の暗礁宙域・ティグリンの氷の輪に隠され、氷の結晶を周囲に取り込む形で隠蔽されていた。「物質変換シークエンス」における機器の不調、さらにドレッジの襲撃に見舞われ万事休すかと思われたが、ケールたちの奮闘に感化され再起したコルソがケールたちに加勢し命を賭して最後の接続を繋いだことでシークエンスは修復。純粋エネルギー体であったドレッジを取り込み必要なエネルギーを賄い新たな人類の故郷を7日で作り上げ、本船の本来の役目は果たされることとなった。
新たな惑星の丘に立つケールとアキーマの後ろに着陸しているシーン後の本船の動向は不明。
ドレッジ
タイタンを生み出した地球人類の可能性を恐れ、地球人絶滅を企むエイリアン。有機的肉体を持たない純粋エネルギー体の身体を持ち、周辺環境にエネルギーが存在すれば多少の肉体の損傷は自然に治癒する。女王サスクェハナを中心としたハチのような社会性を持ち、女王とそれ以外の平民は感覚を共有しているとされる。
映画本編では語られないものの実は地球消滅以前に幾度か地球を偵察に訪れており、偵察兵を通じサム・タッカー博士らによる後の「タイタン・プロジェクト」の基幹となる無限エネルギー生成技術の誕生の瞬間を目の当たりにしてしまう。本来自分たちにのみ許された”聖域”であった無限エネルギー生成技術を用いる生命体が新たに生まれてしまったことから（さらに偵察兵はサムたちに発見されコルソによりその場で射殺された）地球人類を危険分子と判断、地球を破壊することとなった。結果的にタッチの差で逃げられてしまったタイタン号を破壊し人類を根絶すべく、それ以降も執拗に追跡し続けていた。
最後の戦いにおいて母艦アラヘネナからの砲撃をタイタンに命中させ勝利を確信するが、ケールが間一髪「物質変換シークエンス」を作動させ形勢が逆転。母艦諸共タイタンのエネルギーとして逆変換され、消滅した。だが小説版では「少なくとも当分の間は出現しないだろう」とも語られており、ドレッジ族自体は絶滅には至らず未だ存続しているかもしれないことが示唆されている。
“ボブ”
タイタン号により生み出された新たなる地球型惑星にケールがジョークのつもりで名付けた「名前」。
冒険の中で愛を育んだケールとアキーマの二人の”子供”の暗喩とも推測できるが詳細は不明。

## メカニック
ワルキューレ
コルソ所有の大型宇宙船。三対＋長距離ワープを可能とする中央１の7発エンジン、展開式の前翼を搭載した機体。本来長距離航行を想定した宇宙ヨットであり、旧式ではあるものの先鋭的な外見の中には開放的なブリッジをはじめ各室には研究室・航法室・医療室ほか、乗員用の個人スペースも完備されている。
コルソの死後はグーンとスティスにより用いられ、宇宙にいる地球人たちに新たな故郷の誕生を知らせるために飛び回ることとなった。
フェニックス
コルソの裏切りから逃げ出したケールとアキーマが逃げ込んだコロニー「ニューバンコク」にて、ケールが発見した旧型宇宙船。元々ニューバンコク首長の個人別宅として用いられていたがケールのタイタン捜索に好意的だった首長の承諾とエンジンなどコアユニットが無傷だったことから修復が即時決定され、その名の通り蘇り、生まれ変わることとなる。外見は中央の船体をリング状の部分が囲みそこから垂直尾翼が上下に伸びたデザイン。エンジンは計７発ほか、姿勢制御用スラスターを本体側面に備える。なお、修復前は尾翼が水平に伸びたデザインであった。
エンジンは初期起動時に不完全燃焼を起こし不発、アキーマ曰く「操縦性は劣悪」だったらしいが彼女は離陸時のニューバンコクのコロニーの隙間や氷飛び交う危険宙域でもあるティグリンを自在に飛び回ってみせ、途中接触により上尾翼を一部損失するものの、二人を無事タイタン号へと導いた。タイタン号起動時には本船の姿が確認できず、ドレッジかコルソ占拠時のワルキューレ号に撃沈されたかタイタン号の推力に振り落とされたと思われる。
“指輪”
ケールが3028年の地球脱出において父・サムから渡された指輪。当時五歳のケールの指にピッタリ収まるなどただの指輪ではないことが示唆されていたが、その正体は遺伝子認証を利用したタイタン号の現在の位置を示す星図にして、タイタン号の起動キーも兼ねた超高性能技術の結晶である。
15年後サルベージステーション・タウ14にいるケールとテックのもとを再び訪れたコルソにより星図としての機能を発動。ケールたちを冒険へ導く。ドレッジにより拉致された際に星図を読み取られたことによりドレッジもタイタン号の位置を把握してしまい、後に単独行動を始めるケールとアキーマ、利害含みとはいえドレッジらと結託していたコルソたち（実際にはプリードがコルソを利用しており、最終的に漁夫の利を取るつもりでいた）との三つ巴の競争が開始されることになる。
ドレッジ母艦「アラヘネナ」
エイリアン種族ドレッジの女王サスクェハナが座乗するタイタン号を遥かに凌駕する全高1000kmを超す大きさを有する超巨大母艦。浮遊する刺々しい城郭のようなデザインを持ち船体中部の開口部から強襲艇を無数に発進させることができる他、一部発着所はそのまま女王への謁見の間にも繋がっており拉致されたケールとアキーマはここを経由しサスクェハナの前に連れ出された。船体底部には超出力エネルギーを放射する破城砲が装備されており、3028年の地球消滅時において本船から放たれた一撃は地球を粉々に消し飛ばした。タイタン号の破壊においても本装備が用いられるがこれが思わぬ仇となる。
ドレッジ強襲艇（スティンガー）
エイリアン種族ドレッジが用いる小型強襲艇。大きく前に突き出た一対の突起部と、下方に突き出た小さな二対の脚部を持ったデザイン。主な武装は大突起から発射されるレーザー砲、トラクタービーム。飛行原理は不明ではあるが大突起の一方を損失すると飛行機能に大きな影響を受ける模様。ケールも獄中からつかんだドレッジのエネルギー操作を応用し、ドレッジ母艦からの脱出において搭乗。途中スティスから誤射されながらも無事ワルキューレへと帰還した。
ヴァンガード級大型脱出移民船
3028年の地球脱出において用いられた地球の脱出移民船。超大型の船体を持ち多数の人員及び物資を運搬できたものとされる。しかしその反面機動性は鈍重で地球軌道離脱中にドレッジ強襲艇による撃墜、地球爆発に巻き込まれる、飛び散った破片の餌食になるなどして多くの機体が失われた。
小型高速脱出船”ガーディアン”
機体識別番号VMA-774。テックに託される形で父サムと別れた幼きケールが乗せられた脱出船。武装は牽制用レーザー砲一門のみと貧弱ながら、三発の大型エンジンを搭載し大型脱出移民船よりも小型サイズで機動性に優れる。劇中搭乗していた人員の服装から、恐らくタイタン・プロジェクトに関わるスタッフたち専用の機体として用意されていたものと推測される。地球爆発の瞬間に巻き込まれるものの、その俊敏性を活かし襲いかかる地殻の破片を掻い潜った。

## 舞台
地球
太陽系第３惑星。3028年、ドレッジ族による攻撃によりこの宇宙から消滅した。爆発の影響により衛星であった月も半壊。太陽系軌道から逸脱したものとされる。
サルベージステーション「タウ14」
地球を離れ難民となったケールとテックが勤務しているステーション。当然ながら多数のエイリアン種族が入り交じり働いており、故郷と呼べる惑星を失った地球人類は彼らのカーストで最下層ともいえる扱いを受け差別されている。提供される食事もエイリアン向けのものであり、お世辞にも食べられたものではない。
惑星セシャリム
最初の目的地で、衛星に割れた月があることが特徴。ここに住むガウル族により、星図の一部が解読される。島嶼部には辺り一面にヒドラジンが充満した実のなる木が生えており、僅かな衝撃でも爆発する。
ニューバンコク・ステーション
ワルキューレ号が寄港したコロニー。コルソの裏切りからケールとアキーマが逃げ込むこととなり、そこでフェニックス号を発見する。コロニーは大小複数の宇宙船で構成されており各機に分割してそのまま長距離の航行も可能であり難民と化した地球人類がこういった流浪の生活を続けてきた背景を思わせる。
アンダリ星雲・ティグリンの氷の輪
暗礁宙域で、宙域一帯にコンペイトウのような巨大な氷の塊が密集しておりそれらが絶えず衝突を繰り返すことで大小様々な欠片が飛び交い、さらには微細な粒子にまで砕けることで霧が発生し周辺視界の低下すら引き起こす。これらの点から、宇宙船が航行することにおいて極めて危険な宙域。最終目的地であり、タイタン号はここに隠されていた。

## 評価
批評家からの評価は賛否分かれ、Rotten Tomatoesでは98個のレビューで51%の支持率であった。

### 興行収入
北米では2734館で封切られ、初週末3日間で937万6845ドルを売り上げて初登場5位となった。世界全体での累計興行収入は3675万4634ドルであり、製作費の7500万ドルの半分にも及ばなかった。 